# Liste der Moselstaustufen

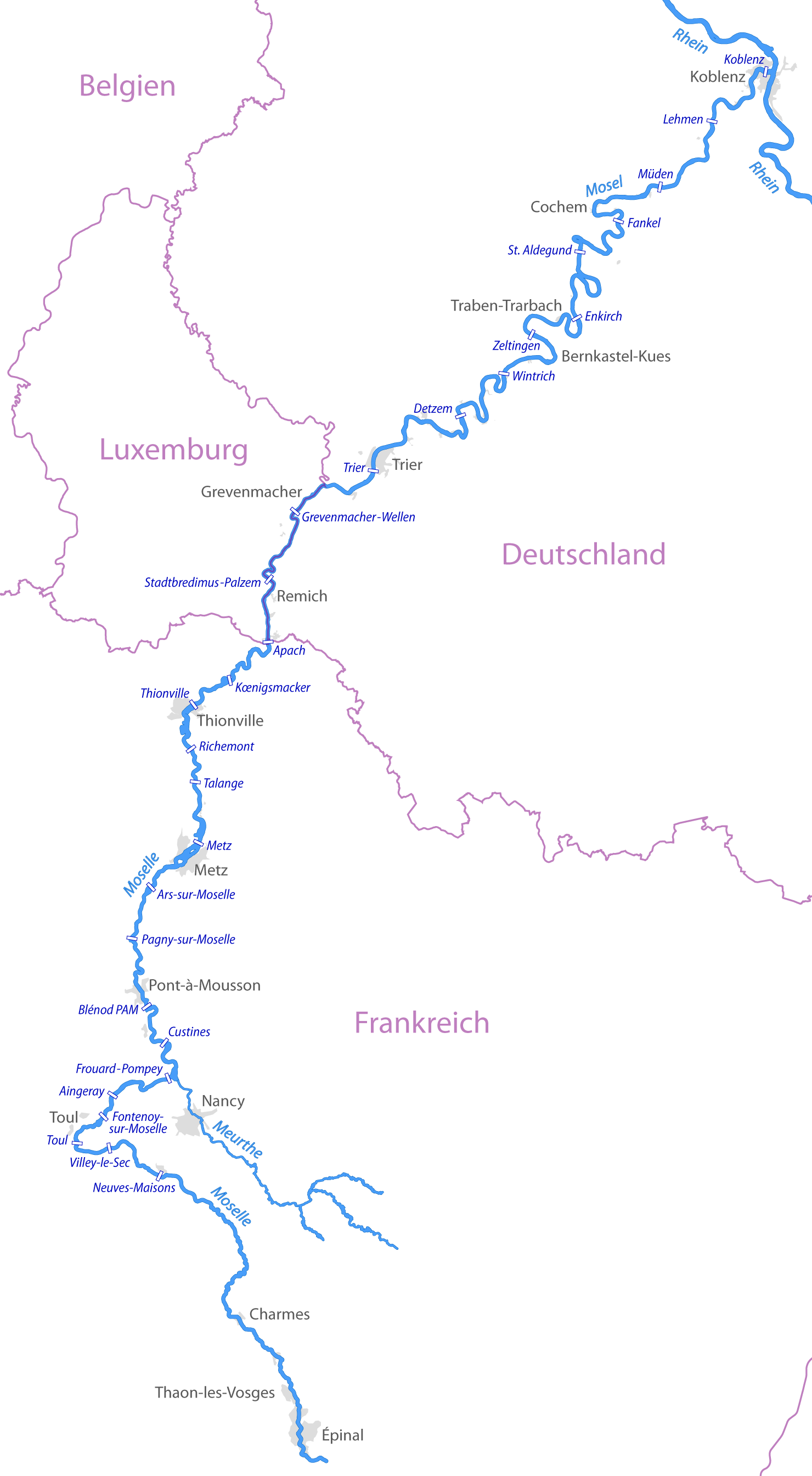
Flusslauf der Mosel mit Staustufen

Die Liste der Moselstaustufen nennt alle Staustufen an der Mosel, einem linken Nebenfluss des Rheins. Der schiffbare Teil der Mosel weist von der Mündung in den Rhein bei Koblenz flussaufwärts bis zum französischen Ort Neuves-Maisons eine Gesamtlänge von 394 Kilometern und 28 Staustufen auf. Sie ist als europäische Wasserstraße Vb eingestuft. Die Mosel ist mit Großmotorgüterschiffen bis zu einer Länge von 135 Metern und Schubverbänden bis zu einer Länge von 172,10 Metern bei einer Breite von 11,45 Metern befahrbar. Von Neuves-Maisons bis zum Rhein überwindet der Fluss mit den Staustufen einen Höhenunterschied von 161 Metern. Bei jeder Staustufe werden das Jahr der Fertigstellung, die Lage an der Mosel, die Länge der Stauhaltung, die Maße der Schleusenkammer und die Leistung des Wasserkraftwerks genannt.
Die Stauziele und Wasserkraftwerke werden von der Zentralwarte der RWE Power AG bei Fankel gesteuert. Die Stauhaltungen der Stufen sind 4,20 bis 28,58 Kilometer lang, der jeweils zu überwindende Höhenunterschied beträgt zwischen 2,7 und 9 Meter. Für alle zehn deutschen Staustufen sind zweite Schleusen mit einer nutzbaren Länge von 210 Metern und einer Breite von 12,50 Metern geplant, in Koblenz als Ersatz für die Schleuse von 1951. In Zeltingen ist die zweite Schleuse seit Mai 2010 in Betrieb, in Fankel seit 2011, in Trier seit November 2021 und in Lehmen seit Oktober 2016 im Bau. 
17 Staustufen sind mit einem Wasserkraftwerk mit einer Gesamtleistung von 209 Megawatt ausgestattet.

## Moselkanalisierung
Die Moselkanalisierung war die Stauregelung der Mosel in den Jahren 1958 bis 1964 von Metz bis zur Mündung in den Rhein bei Koblenz. Die Mosel wurde damit auf einer Länge von 270 km zu einer Großschifffahrtsstraße für Schiffe bis 1500 Tonnen ausgebaut. Grundlage war der Moselvertrag vom 27. Oktober 1956, in dem sich die Moselanliegerstaaten Deutschland, Luxemburg und Frankreich verpflichteten, die Mosel von Koblenz bis Thionville zu einem europäischen Schifffahrtsweg auszubauen. Den Ausbau von Thionville bis Metz übernahm Frankreich bis 1964 in eigener Regie. Die in den Jahren darauf fortgeführte Stauregelung an der Obermosel erreichte 1979 den Ort Neuves-Maisons. Damit sind bis heute 394 km der Mosel mit insgesamt 28 Staustufen bei einer Fallhöhe von zusammen 161 m ausgebaut worden. In den Jahren 1992 bis 1999 wurde die Fahrrinne von 2,70 m auf 3,00 m vertieft. Die Mosel zählt zu den am meisten befahrenen Wasserstraßen in Europa.

## Staustufen
| Nr. | Name                             | Ort                                | Staat                               | Fertigstellung Staustufe | Mosellage (km) | Haltungslänge (km) | Stauziel (m ü. NN) | Fallhöhe (m) | Schleuse Länge × Breite × Drempeltiefe (m)                    | Inbetriebnahme Schleuse | Kraftwerksleistung (MW) |
| --- | -------------------------------- | ---------------------------------- | ----------------------------------- | ------------------------ | -------------- | ------------------ | ------------------ | ------------ | ------------------------------------------------------------- | ----------------------- | ----------------------- |
| 1   | Staustufe Koblenz                | Koblenz                            | Deutschland                         | 1951                     | 1,90           | 18,86              | 65,05              | 4,70 1       | 170,00 × 12,00 × 3,50 122,50 × 12,00 × 3,50 18 × 03,20 × 1,50 | 1964 1951               | 16,0                    |
| 2   | Staustufe Lehmen                 | Lehmen                             | Deutschland                         | 1962                     | 20,76          | 16,35              | 72,50              | 7,50         | 170,00 × 12,00 × 3,50 18 × 03,20 × 1,50 im Bau: 210 × 12,50   | 1961                    | 20,0                    |
| 3   | Staustufe Müden                  | Müden                              | Deutschland                         | 1965                     | 37,11          | 22,27              | 79,00              | 6,50         | 170,00 × 12,00 × 3,50 18 × 03,20 × 1,50                       | 1964                    | 16,4                    |
| 4   | Staustufe Fankel                 | Bruttig-Fankel                     | Deutschland                         | 1963                     | 59,38          | 18,99              | 86,00              | 7,00         | 170,00 × 12,00 × 3,50 210,00 × 12,50 18 × 03,20 × 1,50        | 1964 2013               | 16,4                    |
| 5   | Staustufe St. Aldegund           | Neef / St. Aldegund                | Deutschland                         | 1966                     | 78,37          | 24,64              | 93,00              | 7,00         | 170,00 × 12,00 × 3,50 18 × 03,20 × 1,50                       | 1963                    | 16,4                    |
| 6   | Staustufe Enkirch                | Enkirch                            | Deutschland                         | 1966                     | 103,01         | 20,83              | 100,50             | 7,50         | 170,00 × 12,00 × 3,50 18 × 03,20 × 1,50                       | 1964                    | 18,4                    |
| 7   | Staustufe Zeltingen              | Zeltingen-Rachtig                  | Deutschland                         | 1964                     | 123,84         | 17,64              | 106,50             | 6,00         | 170,00 × 12,00 × 3,50 210,00 × 12,50 × 4 18 × 03,30 × 1,50    | 1962 2010               | 13,6                    |
| 8   | Staustufe Wintrich               | Wintrich                           | Deutschland                         | 1965                     | 141,48         | 24,70              | 114,00             | 7,50         | 170,00 × 12,00 × 3,50 18 × 03,30 × 1,50                       | 1961                    | 20,0                    |
| 9   | Schleuse Detzem                  | Detzem                             | Deutschland                         | —                        | 166,18         | 29,58              | 123,00             | 9,00         | 170,00 × 12,00 × 3,50                                         | 1961                    | —                       |
| 9   | Wehr Detzem                      | Pölich / Detzem                    | Deutschland                         | 1962                     | 166,86         | 28,98              | 123,00             | 9,00         | 18 × 3,30 × 1,50                                              |                         | 24,0                    |
| 10  | Staustufe Trier                  | Trier                              | Deutschland                         | 1961                     | 195,76         | 17,07              | 130,25             | 7,25         | 170,00 × 12,08 × 3,50 210 × 12,50 18 × 3,30 × 1,50            | 1959 2021               | 18,8                    |
| 11  | Staustufe Grevenmacher–Wellen    | Grevenmacher Wellen                | deutsch-luxemburgisches Kondominium | 1964                     | 212,83         | 17,03              | 136,50             | 6,25         | 170,00 × 12,00 × 3,50 18 × 03,30 × 1,50                       | 1964                    | 7,8                     |
| 12  | Staustufe Stadtbredimus–Palzem   | Stadtbredimus Palzem               | deutsch-luxemburgisches Kondominium | 1964                     | 229,86         | 12,57              | 140,50             | 4,00         | 170,00 × 12,00 × 3,50 18 × 03,30 × 1,50                       | 1963                    | 4,5                     |
| 13  | Staustufe Apach                  | Apach / Schengen                   | Frankreich / Luxemburg              | 1965                     | 242,43         | 15,75              | 145,00             | 4,40         | 176,00 × 12,00 × 3,50                                         | 1964                    | 4,5                     |
| 14  | Staustufe Kœnigsmacker           | Kœnigsmacker (Königsmachern)       | Frankreich                          | 1961                     | 258,18         | 11,61              | 148,90             | 3,90         | 176,00 × 12,00 × 3,50 18 × 03,50 × 1,50                       | 1964                    | 3,4                     |
| 15  | Staustufe Thionville             | Thionville (Diedenhofen)           | Frankreich                          | 1964                     | 269,79         | 7,71               | 153,18             | 4,28         | 172,00 × 12,00 × 3,50 40,50 × 06,00                           | 1964                    | 2,4                     |
| 16  | Staustufe Richemont 2            | Richemont (Reichersberg)           | Frankreich                          | — 2                      | 277,50         | 5,91               | 157,53             | 4,35         | 172,00 × 12,00 × 3,50 40,50 × 06,00                           | 1965                    | —                       |
| 17  | Staustufe Talange                | Talange (Talingen)                 | Frankreich                          | 1964                     | 283,41         | 13,44              | 160,68             | 3,15         | 172,00 × 12,00 × 3,50 40,50 × 06,00                           | 1965                    | —                       |
| 18  | Staustufe Metz                   | Metz                               | Frankreich                          | 1964                     | 296,85         | 9,85               | 165,28             | 4,60         | 176,00 × 12,00 × 3,50 40,50 × 06,00                           | 1965                    | —                       |
| 19  | Staustufe Ars-sur-Moselle        | Ars-sur-Moselle (Ars an der Mosel) | Frankreich                          | 1969                     | 306,70         | 11,40              | 169,30             | 4,00         | 176,00 × 12,00 × 3,50                                         | 1972                    | —                       |
| 20  | Staustufe Pagny-sur-Moselle      | Pagny-sur-Moselle                  | Frankreich                          | 1969                     | 318,10         | 13,30              | 177,95             | 8,65         | 176,00 × 12,00 × 3,50                                         | 1972                    | —                       |
| 21  | Staustufe Blénod                 | Blénod-lès-Pont-à-Mousson          | Frankreich                          | 1972                     | 331,40         | 12,17              | 183,65             | 5,65         | 176,00 × 12,00 × 3,50                                         | 1972                    | 2,7                     |
| 22  | Staustufe Custines               | Custines                           | Frankreich                          | 1972                     | 343,57         | 4,20               | 187,50             | 3,85         | 176,00 × 12,00 × 3,50                                         | 1972                    | 1,9                     |
| 23  | Staustufe Frouard-Pompey         | Frouard / Pompey                   | Frankreich                          | 1972                     | 347,77         | 8,23               | 190,20             | 2,70         | >185,00 × 12,00 × 4,00                                        | 1978                    | —                       |
| 24  | Staustufe Aingeray               | Aingeray                           | Frankreich                          | 1979                     | 356,00         | 8,00               | 197,50             | 7,30         | >185,00 × 12,00 × 4,00                                        | 1978                    | —                       |
| 25  | Staustufe Fontenoy-sur-Moselle 2 | Fontenoy-sur-Moselle               | Frankreich                          | 1979                     | 364,00         | 7,00               | 201,90             | 4,40         | >185,00 × 12,00 × 4,00                                        | 1978                    | —                       |
| 26  | Staustufe Toul                   | Toul                               | Frankreich                          | 1979                     | 371,00         | 8,23               | 206,30             | 4,40         | >185,00 × 12,00 × 4,00                                        | 1979                    | —                       |
| 27  | Staustufe Villey-le-Sec          | Villey-le-Sec                      | Frankreich                          | 1979                     | 379,23         | 13,03              | 213,50             | 7,20         | >185,00 × 12,00 × 4,00                                        | 1979                    | —                       |
| 28  | Staustufe Neuves-Maisons         | Neuves-Maisons                     | Frankreich                          | 1979                     | 392,26         | —                  | 220,60             | 7,10         | >185,00 × 12,00 × 4,00                                        | 1979                    | —                       |

```
   Quellen
[
27
]
[
28
]
[
29
]
```

## Wasserkraftwerke

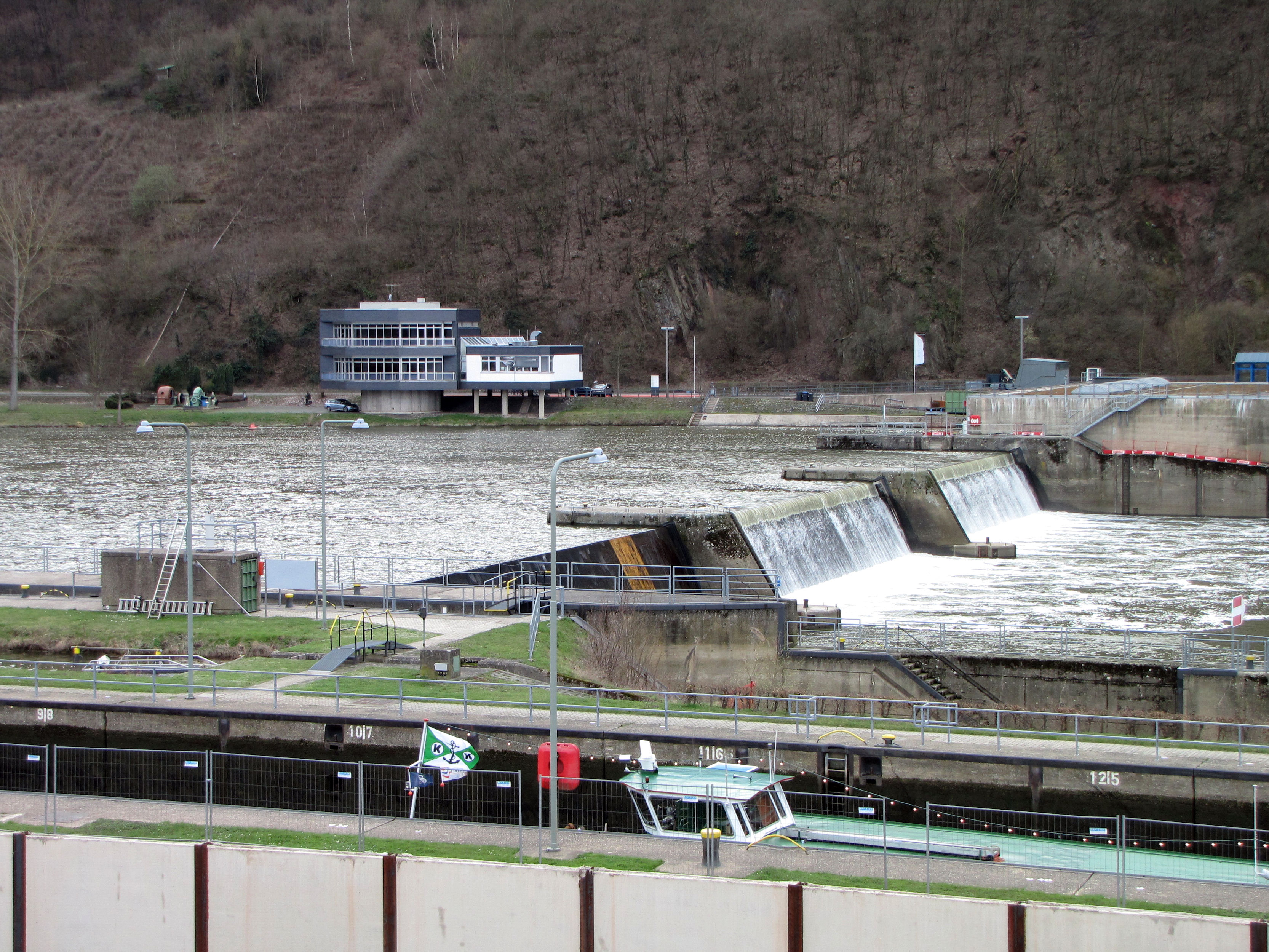
Die Staustufe Fankel mit der Zentralwarte

An allen zwölf Staustufen in Deutschland und Luxemburg befindet sich ein Laufwasserkraftwerk, in Frankreich an weiteren fünf Standorten. Die zehn deutschen Wasserkraftwerke werden von der Innogy SE betrieben und verfügen insgesamt über eine Leistung von 180 Megawatt. Die jährliche deutsche Stromerzeugung beträgt 800 Mio. kWh, genug Energie für 250.000 Haushalte. Die Leistung wird bestimmt von dem Turbinendurchfluss und der Fallhöhe. Bei einem Turbinendurchfluss von 400 m³/s können die Kaplan-Turbinen ihre maximal mögliche elektrische Leistung erzeugen. Ist der Abfluss in der Mosel höher, wird das Stauziel durch Wasserabfluss über die Wehre geregelt. Hochwasser führt zu einer Abschaltung der Wasserkraftwerke, da die Fallhöhe durch Anstieg des Unterwassers so klein wird, dass ein Weiterbetrieb nicht möglich oder nicht wirtschaftlich ist.
Wegen der geringeren Durchflüsse und Fallhöhen haben die luxemburgischen und französischen Wasserkraftwerke eine niedrigere Leistung. Diese Kraftwerke werden von der Société électrique de l’Our betrieben, an der die deutsche RWE und der Staat Luxemburg mit jeweils 40,3 % beteiligt sind. Alle 17 Wasserkraftwerke haben eine Gesamtleistung von 209 Megawatt. Die Stauziele und die 17 Wasserkraftwerke an der Mosel werden von der Zentralwarte der RWE Power AG bei Fankel gesteuert. Entstanden sind die deutschen und luxemburgischen Wasserkraftwerke zwischen 1961 und 1966, mit Ausnahme des Standorts in Koblenz, dieses Kraftwerk wurde bereits 1951 fertiggestellt. Die französischen Kraftwerke wurden zwischen 1989 und 1995 in Betrieb genommen.

## Konzeptvergleich der Kraftwerke Koblenz und Fankel
Während beim Moselkraftwerk Koblenz konventionelle Kaplan-Turbinen eingesetzt werden, sind bei den übrigen Moselkraftwerken Rohrturbinen installiert. Am Beispiel des Kraftwerks in Koblenz und dem Moselkraftwerk Fankel ermöglicht folgende Tabelle einen Vergleich der beiden Konzepte.
|                                        | Kraftwerk Koblenz  | Kraftwerk Fankel |
| -------------------------------------- | ------------------ | ---------------- |
| Kraftwerksleistung                     | 16,0 MW            | 16,4 MW          |
| Turbine (Anzahl und Bauart)            | 4 × Kaplan-Turbine | 4 × Rohrturbine  |
| Laufraddurchmesser                     | 4,90 m             | 4,72 m           |
| Turbinendrehzahl                       | 71,5/min           | 77/min           |
| Generatordrehzahl                      | 71,5/min           | 750/min          |
| Polpaarzahl des Generators             | 42 Polpaare        | 4 Polpaare       |
| Maschinenneigung gegen die Horizontale | 90°                | 8°               |
| Breite des Einlaufbauwerks             | ca. 70 Meter       | ca. 45 Meter     |
| Kraftwerkwirkungsgrad                  | ca. 76,5 Prozent   | ca. 85,5 Prozent |

## Galerie

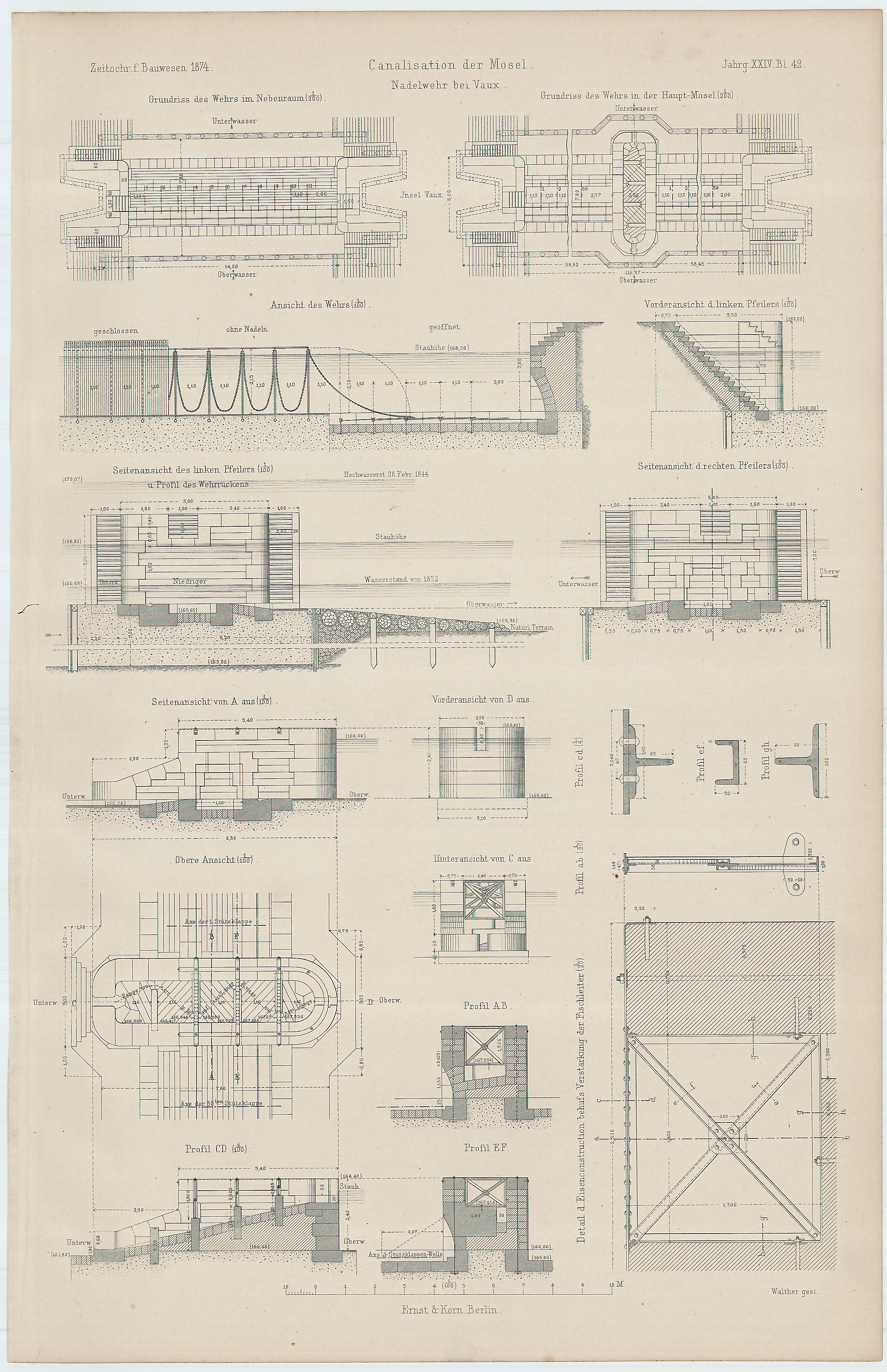
Querschnittskizzen zum Nadelwehr bei Vaux (1874)
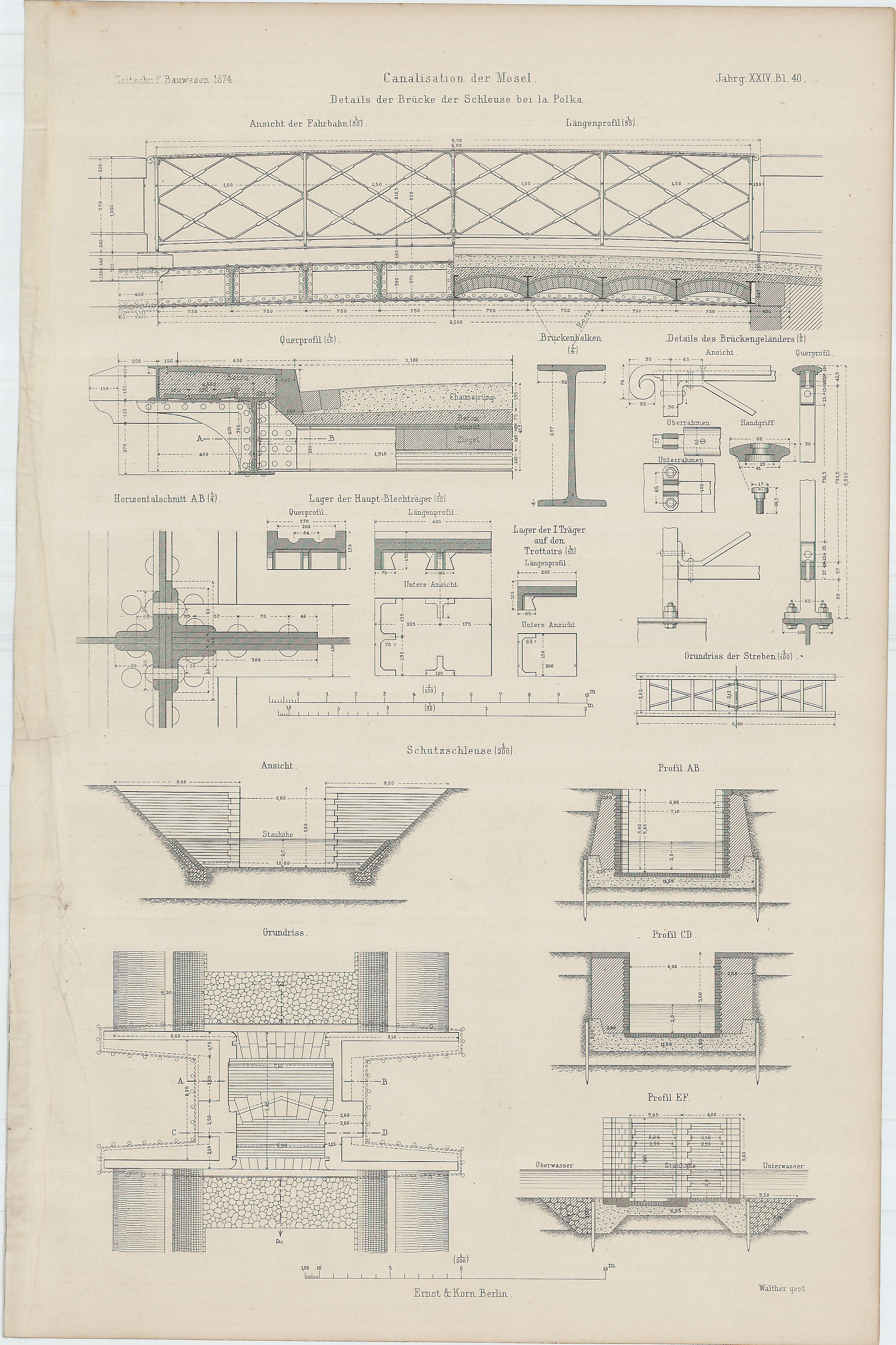
Bauplan einer Schleusenbrücke an der Mosel (1874)
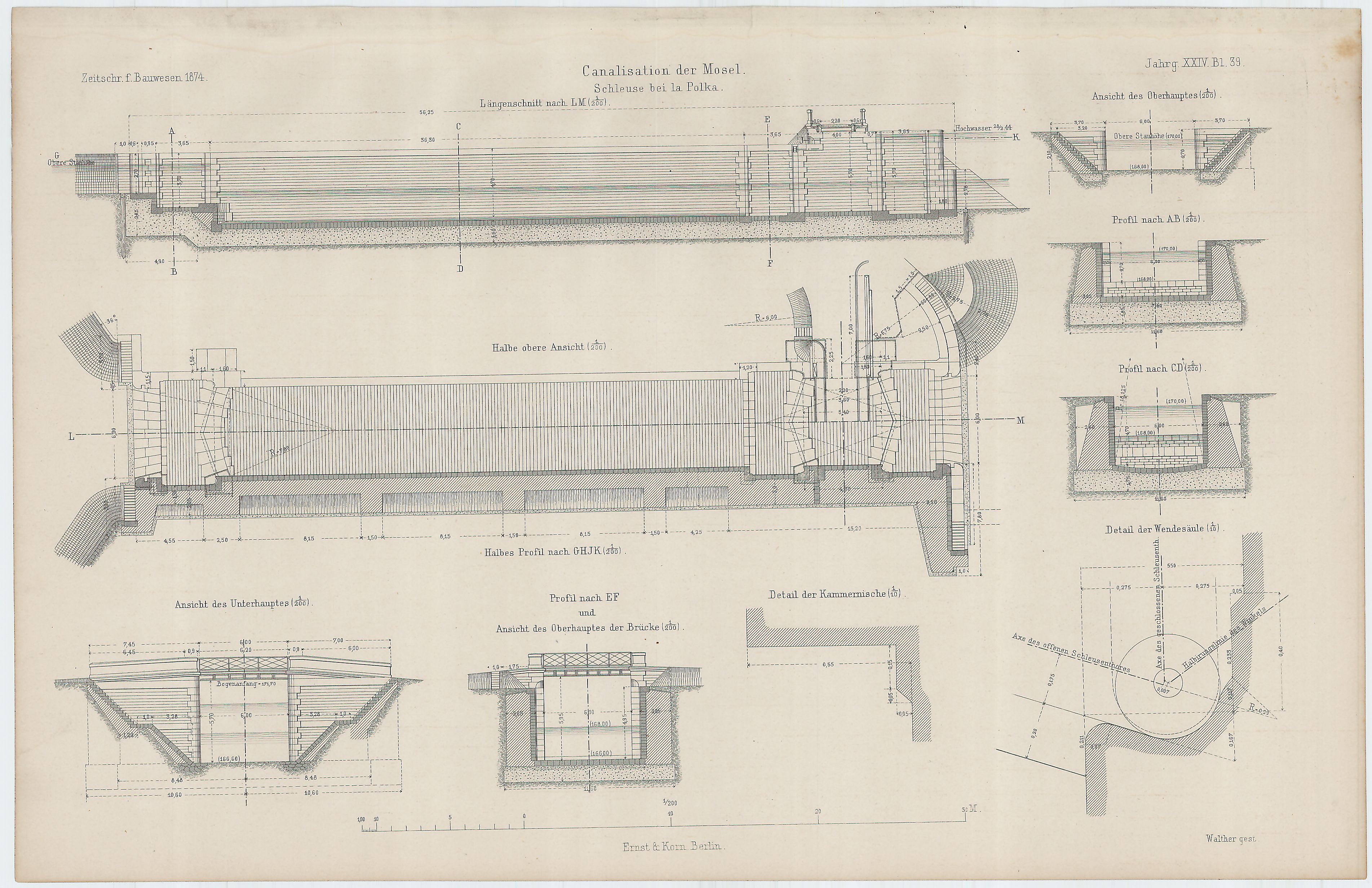
Querschnittskizzen einer Schleusenbrücke an der Mosel (1874)
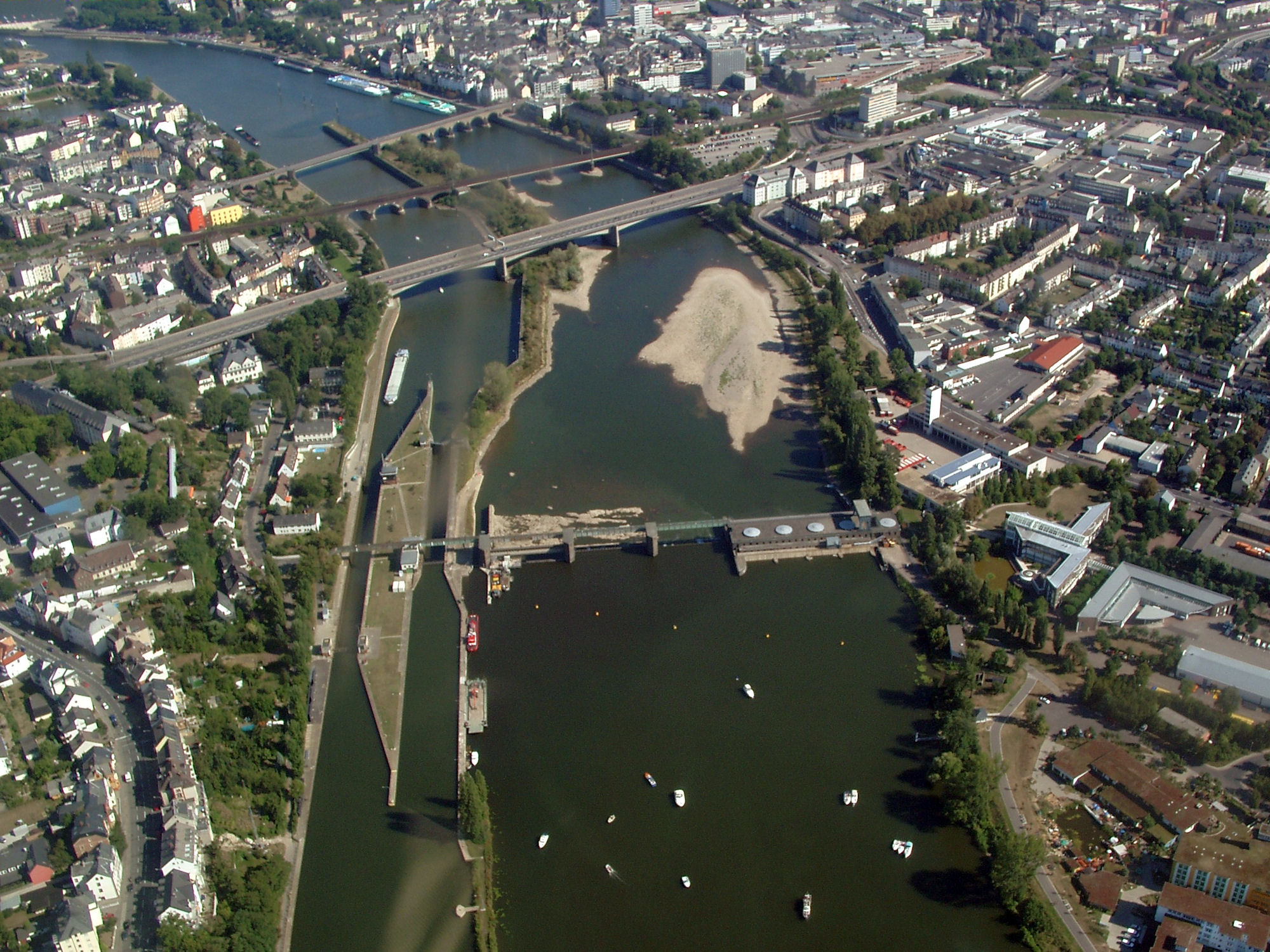
Staustufe Koblenz mit Wasserkraftwerk, Wehr und zwei Schleusen
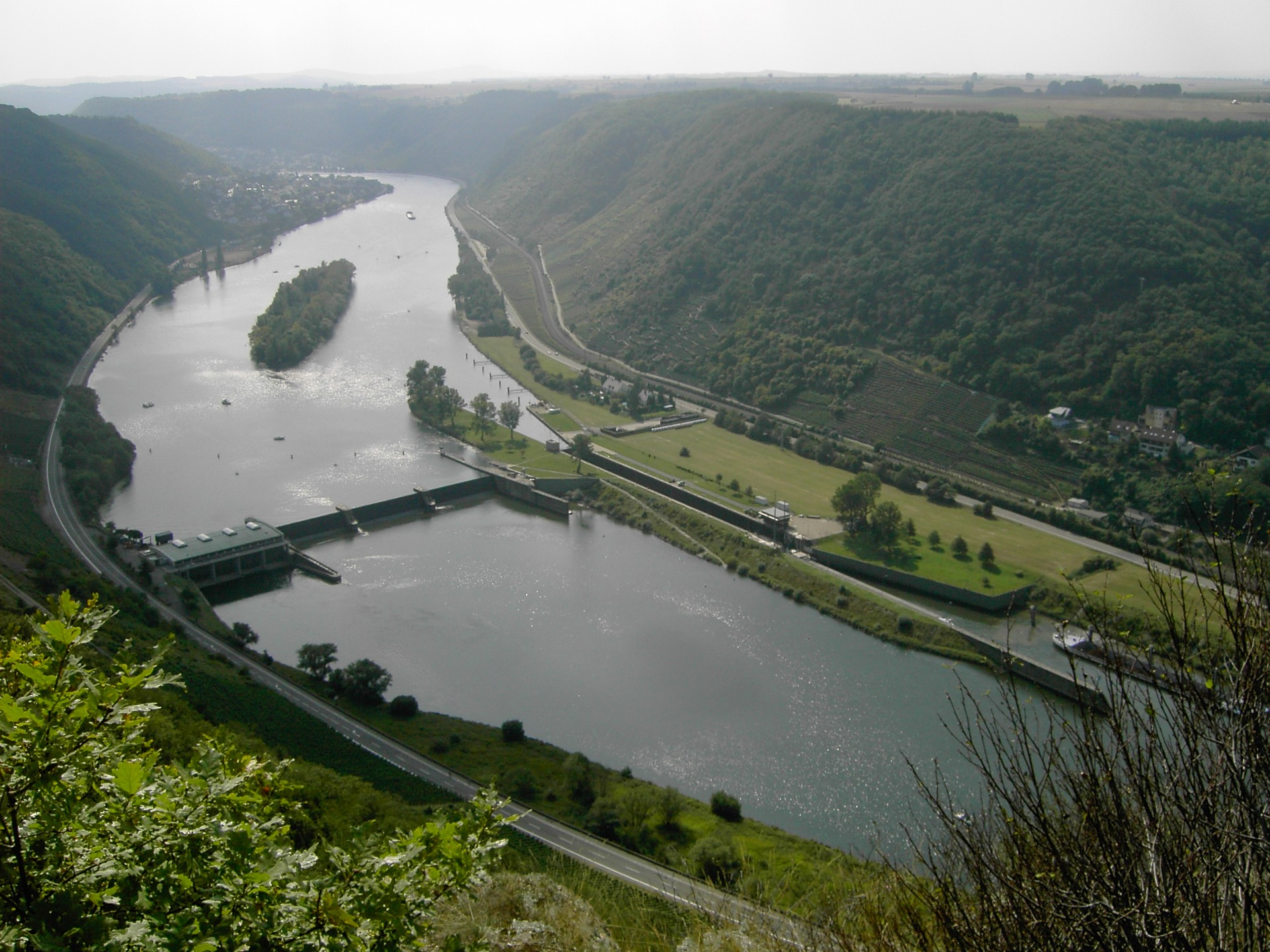
Staustufe Lehmen mit Wasserkraftwerk, Wehr und Schleuse
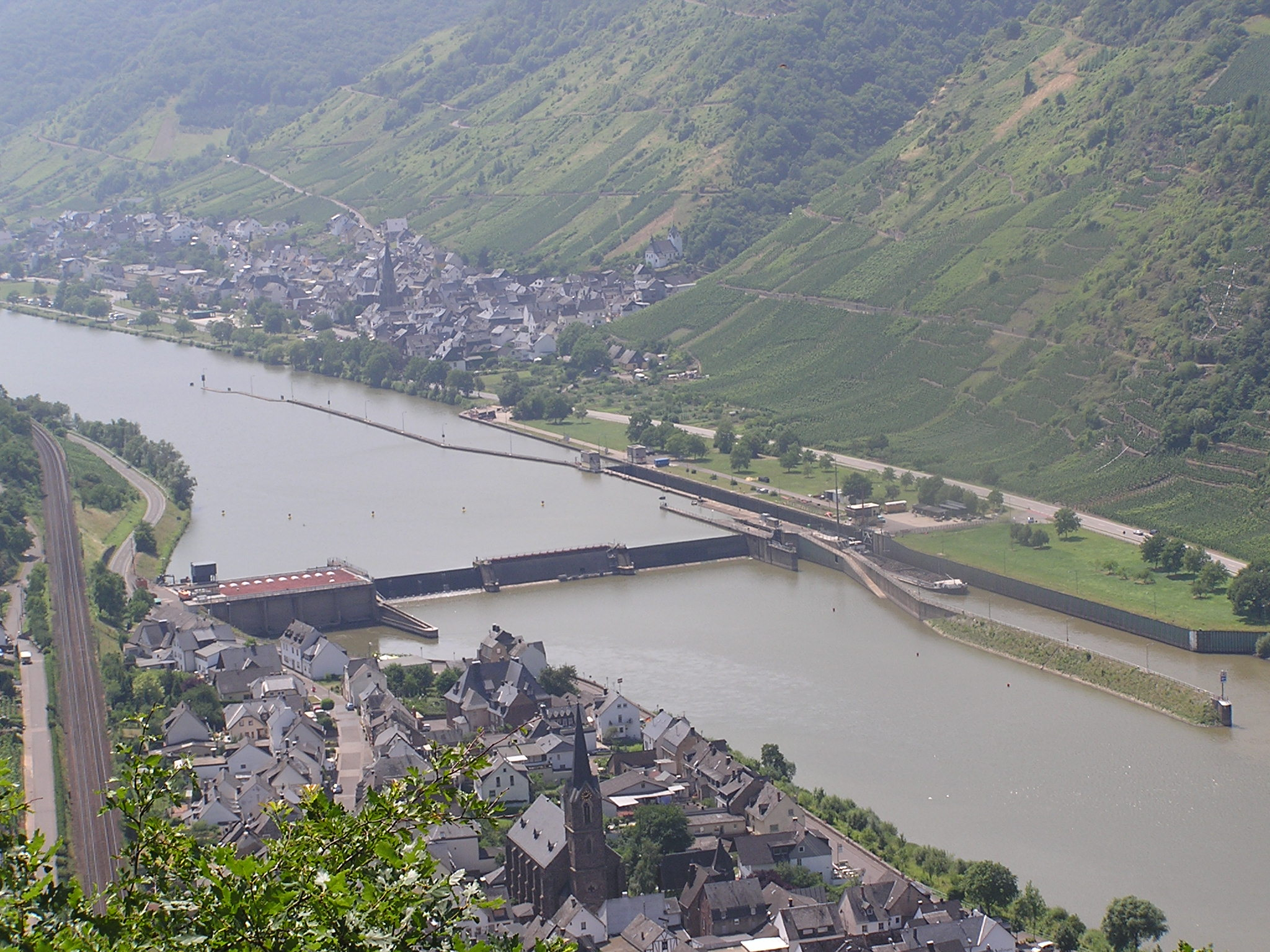
Staustufe St. Aldegund mit Wasserkraftwerk, Wehr und Schleuse
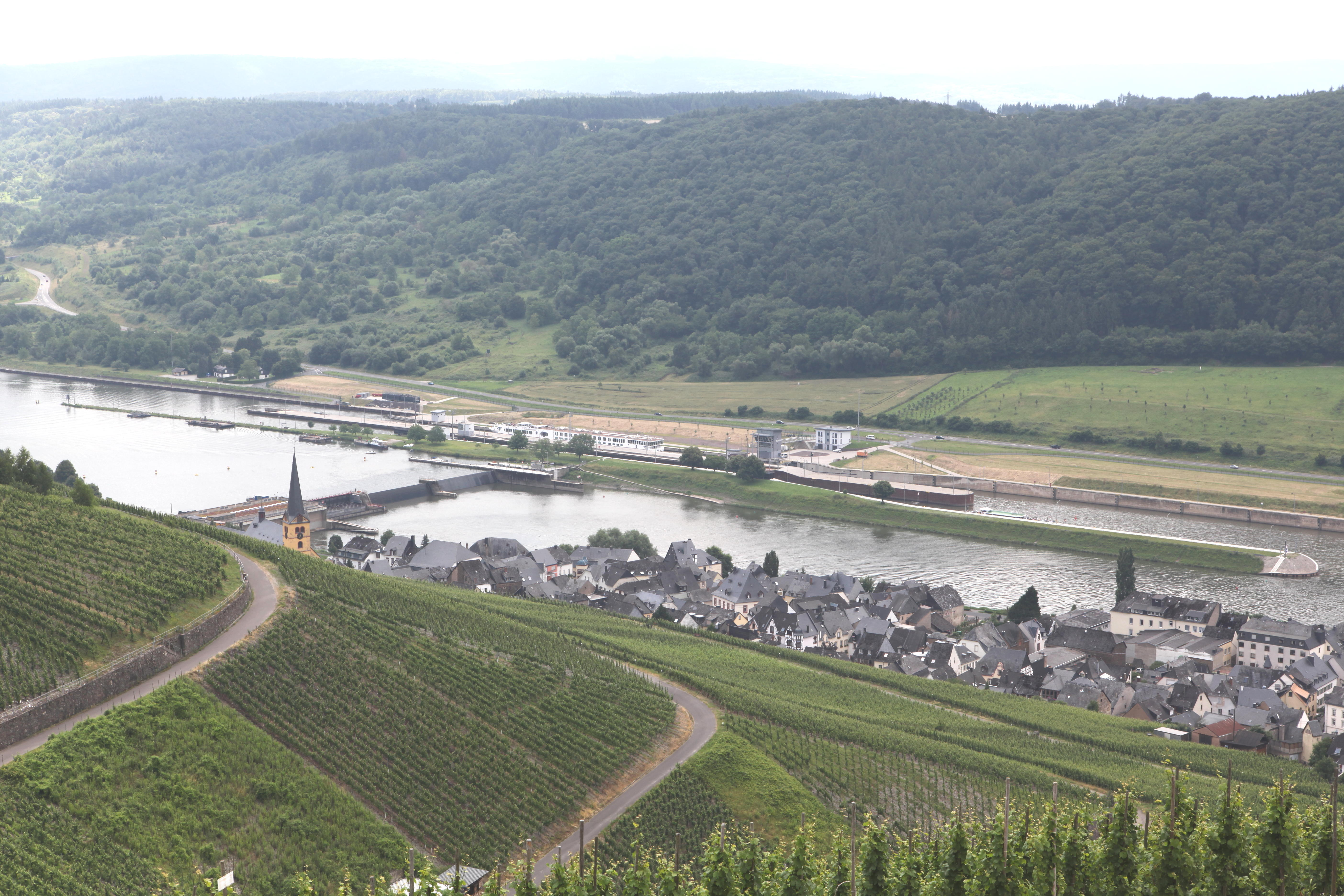
Staustufe Zeltingen mit Wasserkraftwerk, Wehr und zwei Schleusen
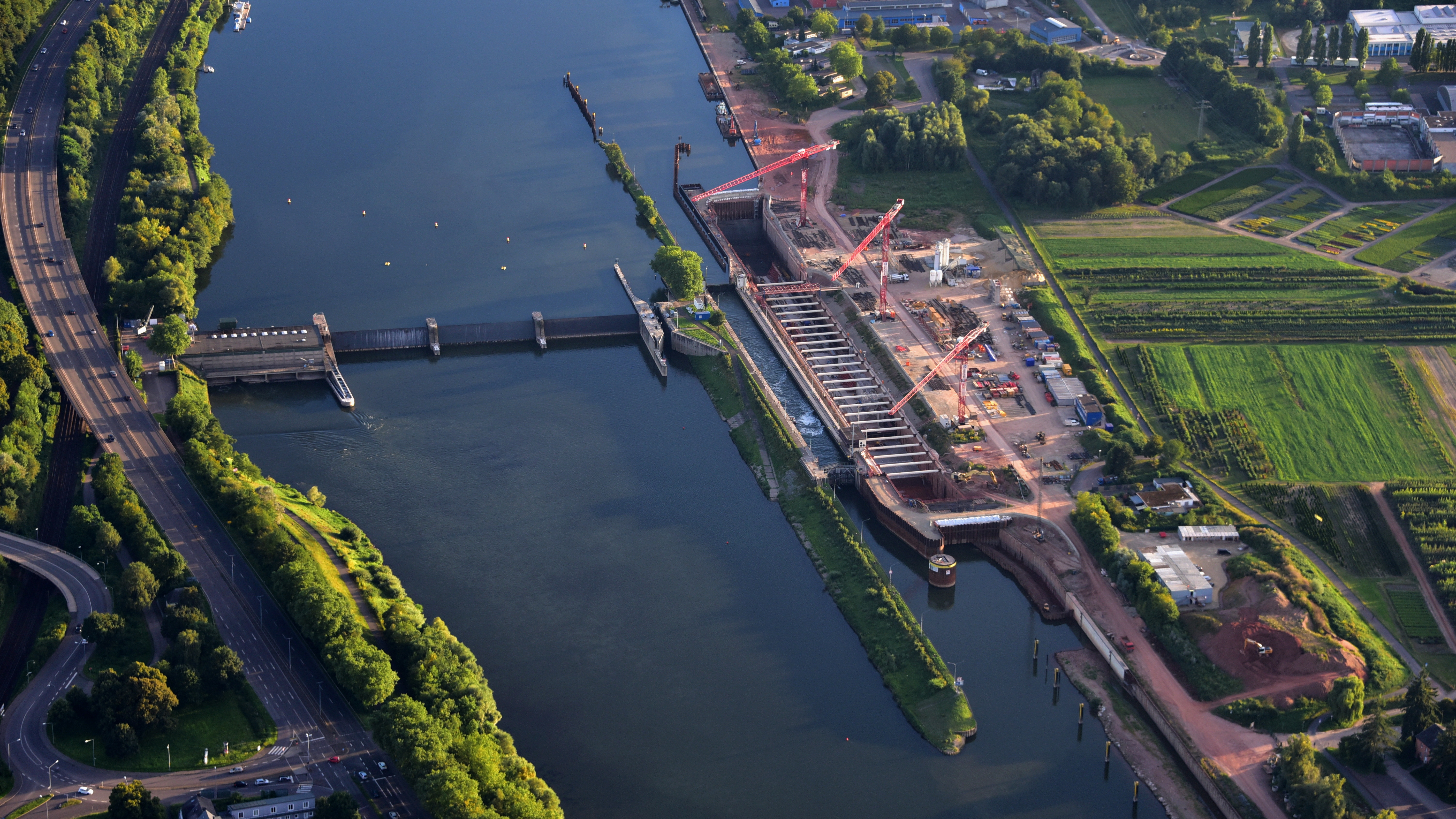
Staustufe Trier, Luftaufnahme (2016)
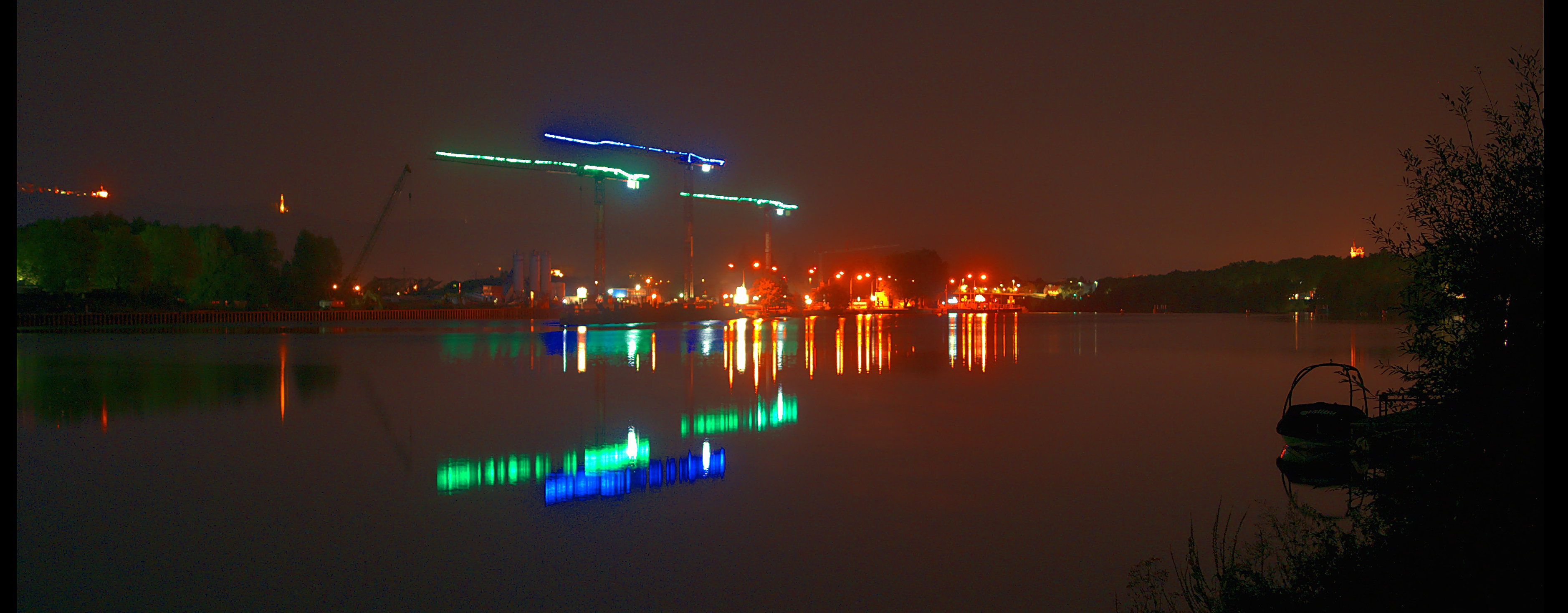
Schleuse Trier, Bauarbeiten zur Errichtung einer zweiten Schleusenkammer (Oktober 2016)